# Metal Ligaen 2018/19
Die Metal-Ligaen-Saison 2018/19 war die 62. Spielzeit seit Gründung der höchsten Spielklasse im dänischen Eishockey, die seit 2014 Metal Ligaen heißt. Die Hauptrunde fand vom 14. September 2018 bis zum 27. Februar 2019 statt. Aufgrund finanzieller Probleme erhielten die Gentofte Stars keine Lizenz für diese Spielzeit. Somit reduzierte sich die Liga auf 10 Mannschaften. Titelverteidiger sind die Aalborg Pirates. Zum ersten Mal wurde Rungsted Seier Capital Dänischer Meister, die sich in vier Spielen gegen SønderjyskE Ishockey durchsetzen. Den 3. Platz sicherte sich die Frederikshavn White Hawks in 2 Spielen gegen den Vorjahresmeister Aalborg Pirates.
Am 4. Dezember 2018 teilten die Hvidovre Fighters mit, dass der Vorstand beschlossen habe, den Betrieb des Teams mit sofortiger Wirkung einzustellen.

## Teilnehmer
| Klub                      | Ort           | Hauptrunde 2017/18 | Play-offs 2018 | Arena                          | Kapazität |
| ------------------------- | ------------- | ------------------ | -------------- | ------------------------------ | --------- |
| Aalborg Pirates           | Aalborg       | 2.                 | Meister        | Bentax Isarena                 | 5.000     |
| Esbjerg Energy            | Esbjerg       | 4.                 | Vierter        | Granly Hockey Arena            | 1.200     |
| Frederikshavn White Hawks | Frederikshavn | 5.                 | Viertelfinale  | Nordjyske Bank Arena           | 4.000     |
| Herlev Eagles             | Herlev        | 10.                | Viertelfinale  | Herlev Skøjtehal               | 1.740     |
| Herning Blue Fox          | Herning       | 1.                 | Zweiter        | KVIK Hockey Arena              | 3.000     |
| Hvidovre Fighters         | Hvidovre      | 11.                | -              | Allan Villadsen Ishockey Arena | 2.000     |
| Odense Bulldogs           | Odense        | 7.                 | Play-in        | Odense Isstadion               | 3.280     |
| Rungsted Seier Capital    | Rungsted      | 6.                 | Dritter        | Bitcoin Arena                  | 2.460     |
| Rødovre Mighty Bulls      | Rødovre       | 3.                 | Viertelfinale  | Rødovre Skøjte Arena           | 3.600     |
| SønderjyskE Ishockey      | Vojens        | 9.                 | Viertelfinale  | Frøs Arena                     | 5.000     |

Quelle:  Eliteprospects.com

## Modus
In der Hauptrunde absolvieren die zehn Vereine eine Dreifachrunde mit 45 Spielen pro Klub. Aufgrund der Reduzierung auf zehn Teams qualifizieren sich die besten sieben Mannschaften der Hauptrunde direkt für das Viertelfinale. Die Mannschaften auf den Plätzen 8 und 9 spielen in einem „Play-In“ den restlichen beiden Teilnehmer für das Viertelfinale aus. In den ersten beiden Playoff-Runden dürfen die Mannschaften in der Reihenfolge ihrer Abschlussplatzierungen ihren Playoff-Gegner aussuchen, wobei der Erstplatzierte zuerst seinen Gegner wählen darf. Alle Play-off-Spiele vom Viertelfinale bis hin zum Finale werden im Modus Best-of-Seven ausgetragen.
Es gibt drei Punkte für einen Sieg in der regulären Spielzeit, zwei Punkte für einen Sieg nach Verlängerung oder Penaltyschießen und einen Punkt für eine Niederlage nach Verlängerung oder Penaltyschießen.

## Überarbeiteter Modus
Infolge des Ausscheidens der Hvidovre Fighter wurden die Ergebnisse aller Spiele annulliert und die noch zu absolvierenden Spiele wurden storniert. Sie verließen die Liga jedoch in einer Situation, in der einige Mannschaften 21 Heim- und 19 Auswärtsspiele die Saison beenden würden, während andere 19 Heim- und 21 Auswärtsspielen. Hinter diesem Hintergrund, entschied sich die dänische Eishockey-Union in Zusammenarbeit mit dem Ligaverband, das verbleibende Spielprogramm anzupassen, indem sie das Heimspiel in zwei Spielen wechselte, so dass alle Mannschaften die Saison 20 Heim- und 20 Auswärtsspielen beenden werden.

## Hauptrunde

### Kreuztabelle
| Heimmannschaft | Gastmannschaft      | Gastmannschaft          | Gastmannschaft    | Gastmannschaft          | Gastmannschaft | Gastmannschaft | Gastmannschaft          | Gastmannschaft    | Gastmannschaft              | Gastmannschaft          | Gastmannschaft |
| Heimmannschaft | Esbjerg             | Fr.havn                 | Herlev            | Herning                 | Hvidovre       | Odense         | Rungsted                | Rødovre           | Sønderj.                    | Aalborg                 |                |
| --- | ------------------- | ----------------------- | ----------------- | ----------------------- | -------------- | -------------- | ----------------------- | ----------------- | --------------------------- | ----------------------- | -------------- |
| Esbjerg Energy |                     | 4:6 0:2                 | 2:3 n. V. 3:2 2:1 | 2:3 n. P. 3:4 n. V. 3:1 | 3:4            | 6:0 4:1 8:3    | 2:5 3:2                 | 4:1 3:3 n. P.     | 4:3 n. V. 3:1               | 3:6 3:0                 |                |
| Frederikshavn White Hawks | 5:2 5:0 5:4         |                         | 6:4 7:1           | 5:4 n. V. 3:1 2:1 n. V. | 3:0            | 3:0 4:1        | 2:3 2:4                 | 4:2 2:1 n. V. 4:1 | 1:4                         | 2:1 3:4 n. P. 5:2       |                |
| Herlev Eagles | 5:2 5:4 n. V.       | 2:1 4:3 n. V. 5:4 n. V. |                   | 5:3 4:1                 | 3:2 n. V.      | 5:2 4:2 7:4    | 2:6 3:4 3:2             | 4:0 0:4 1:3       | 1:2 n. V. 4:2               | 3:4 2:3                 |                |
| Herning Blue Fox | 2:5 1:5             | 1:2 n. P. 4:1           | 3:2 5:2 3:4 n. V. |                         | 4:3 n. P.      | 6:1 7:2 6:0    | 2:5 4:5 2:3             | 3:2 n. P. 6:2 6:3 | 3:4 n. P. 5:0               | 4:1 3:2 n. V.           |                |
| Hvidovre Fighters | 5:2                 | 1:6                     | 3:4 n. V.         | 4:1                     |                | 0:1 n. V.      | 2:3                     | 2:5               | 4:3 n. P.                   | 5:1 1:5                 |                |
| Odense Bulldogs | 1:4 0:4             | 0:2 3:2 4:6             | 4:3 1:7           | 1:4 2:3                 | 6:2 4:2        |                | 2:7 4:5 n. V. 4:6       | 2:1 4:5 2:5       | 3:0 1:2 n. V. 1:2 n. P.     | 1:3 1:7                 |                |
| Rungsted Seier Capital | 4:2 6:2 4:3         | 8:2 2:4 6:1             | 6:4 5:2           | 2:0 4:3                 | 8:1 3:0        | 8:4 3:0        |                         | 3:0 7:1           | 0:3 2:5 2:4                 | 4:2 2:1                 |                |
| Rødovre Mighty Bulls | 3:4 n. V. 4:3 n. P. | 1:2 n. V. 3:2           | 6:2 2:1           | 2:1 6:4                 | 3:2 n. V. 5:2  | 13:4 2:3 n. P. | 4:1 1:2 n. V. 3:2 n. V. |                   | 1:3 2:3 n. V. 2:3 n. P. 5:4 | 2:3 n. P. 4:3 2:3 n. P. |                |
| SønderjyskE Ishockey | 4:1 4:3 n. P. 3:1   | 1:3 0:2 6:5 n. V.       | 6:2 5:0 2:1       | 2:3 n. V. 3:1 1:4       | 3:0            | 5:1 5:2        | 1:2 n. P. 3:1           | 4:2               |                             | 6:4 3:1 6:0             |                |
| Aalborg Pirates | 8:2 0:1 3:6         | 5:2 4:3 n. P.           | 5:3 4:3 0:3       | 4:1 0:2 2:0             | 2:1 n. P.      | 5:1 3:4 n. P.  | 6:2 5:2                 | 5:0 5:1           | 5:4 n. V. 1:4               |                         |                |
| n. V. – Sieg nach Verlängerung; n. P. – Sieg nach Penaltyschießen                                                              |                     |                         |                   |                         |                |                |                         |                   |                             |                         |                |
| Die Ergebnisse der Spiele der Hvidovre Fighters vor der Insolvenz wurden annulliert und fließen nicht mehr in die Wertung ein. |                     |                         |                   |                         |                |                |                         |                   |                             |                         |                |

Stand: 24. Februar 2019

Quelle:  Metal Ligaen

### Tabelle
|     | Klub                      | Sp | S  | OTS | OTN | N  | T   | GT  | Pkt | %   | Str  | Heim     | Gast     |
| --- | ------------------------- | -- | -- | --- | --- | -- | --- | --- | --- | --- | ---- | -------- | -------- |
| 1.  | Rungsted Seier Capital    | 40 | 25 | 4   | 1   | 10 | 149 | 102 | 84  | 70% | 508  | 15-1-0-4 | 10-3-1-6 |
| 2.  | SønderjyskE Ishockey      | 40 | 20 | 8   | 4   | 8  | 127 | 86  | 80  | 67% | 564  | 13-2-2-3 | 7-6-2-5  |
| 3.  | Frederikshavn White Hawks | 40 | 19 | 5   | 5   | 11 | 126 | 107 | 72  | 60% | 5551 | 11-3-1-4 | 8-2-4-7  |
| 4.  | Aalborg Pirates           | 40 | 17 | 5   | 3   | 15 | 126 | 108 | 64  | 53% | 731  | 12-2-1-5 | 5-3-2-10 |
| 5.  | Esbjerg Energy            | 40 | 16 | 4   | 6   | 14 | 125 | 122 | 62  | 52% | 666  | 10-3-3-4 | 6-1-3-10 |
| 6.  | Herning Blue Fox          | 40 | 14 | 5   | 5   | 16 | 120 | 107 | 57  | 48% | 400  | 9-2-3-5  | 5-3-2-11 |
| 7.  | Rødovre Mighty Bulls      | 40 | 13 | 2   | 12  | 13 | 108 | 129 | 55  | 46% | 474  | 9-2-8-1  | 4-0-4-12 |
| 8.  | Herlev Eagles             | 40 | 12 | 5   | 1   | 22 | 121 | 133 | 47  | 39% | 715  | 11-3-1-6 | 2-2-0-16 |
| 9.  | Odense Bulldogs           | 40 | 4  | 2   | 3   | 27 | 79  | 187 | 19  | 16% | 707  | 4-0-3-13 | 0-2-0-18 |
| 10. | Hvidovre Fighters         | 0  | 0  | 0   | 0   | 0  | 0   | 0   | 0   | 0 % | 0    | 0-0-0-0  | 0-0-0-0  |

Sp = Spiele, S = Siege, N = Niederlagen, OTS = Overtime-Siege, OTN = Overtime-Niederlage, T = Tore, GT = Gegentore, Pkt = Punkte, Str = Strafminuten

Stand: 24. Februar 2019

Quelle:  Metal Ligaen

Erläuterungen: direkte Play-off-Qualifikation Play-In Insolvenz

### Beste Scorer
| Nat.               | Spieler          | Team                      | Sp | T  | V  | Pkt | +/− | SM |
| ------------------ | ---------------- | ------------------------- | -- | -- | -- | --- | --- | -- |
| Schweden           | Jesper Thörnberg | Herlev Eagles             | 40 | 33 | 25 | 58  | +4  | 75 |
| Danemark           | Thomas Spelling  | Aalborg Pirates           | 40 | 17 | 38 | 55  | +21 | 16 |
| Schweden           | William Quist    | Herlev Eagles             | 40 | 20 | 32 | 52  | +6  | 42 |
| Kanada             | Charlie Sarault  | Rungsted Seier Capital    | 40 | 14 | 37 | 51  | +16 | 22 |
| Vereinigte Staaten | Brett Thompson   | Herlev Eagles             | 40 | 21 | 28 | 49  | −5  | 28 |
| Vereinigte Staaten | TJ Moore         | SønderjyskE Ishockey      | 40 | 22 | 26 | 48  | +13 | 20 |
| Vereinigte Staaten | Cameron Spiro    | Frederikshavn White Hawks | 40 | 20 | 28 | 48  | +11 | 6  |
| Kanada             | Tim Daly         | Rungsted Seier Capital    | 40 | 12 | 34 | 46  | +22 | 48 |
| Schweden           | Mattias Persson  | Rungsted Seier Capital    | 32 | 11 | 31 | 42  | +28 | 16 |
| Kanada             | Tyler Fiddler    | Rungsted Seier Capital    | 36 | 17 | 24 | 41  | +12 | 51 |

 Abkürzungen:  Sp = Spiele, T = Tore, V = Assists, Pkt = Punkte, +/− = Plus/Minus, SM = Strafminuten; Fett:  Bestwert

Stand: 24. Februar 2019

Quelle:  Metal Ligaen

### Zuschauertabelle

#### Zuschauertabelle mit Hvidovre Fighters
|        | Verein                    | Heimspiele | Zuschauer | pro Spiel | Auslastung | +/- 2017/18 | +/- pro Spiel | +/- in % |
| ------ | ------------------------- | ---------- | --------- | --------- | ---------- | ----------- | ------------- | -------- |
| 01.    | SønderjyskE Ishockey      | 21         | 60.985    | 2.904     | 058,08 %   | 2.353       | 559           | 23,84 %  |
| 02.    | Aalborg Pirates           | 21         | 58.254    | 2.774     | 055,48 %   | 5.940       | 681           | 32,54 %  |
| 03.    | Herning Blue Fox          | 21         | 33.323    | 1.587     | 059,39 %   | −4.878      | 59            | 3,86 %   |
| 04.    | Frederikshavn White Hawks | 21         | 28.284    | 1.347     | 033,67 %   | −5.223      | 7             | 0,52 %   |
| 05.    | Rødovre Mighty Bulls      | 22         | 27.056    | 1.230     | 034,16 %   | −1.976      | 69            | 5,94 %   |
| 06.    | Rungsted Seier Capital    | 22         | 26.211    | 1.191     | 048,43 %   | 5.599       | 367           | 44,54 %  |
| 07.    | Odense Bulldogs           | 22         | 21.002    | 955       | 029,1 %    | −9.996      | −285          | −22,98 % |
| 08.    | Esbjerg Energy            | 21         | 17.265    | 822       | 068,51 %   | −13.282     | −400          | −32,73 % |
| 09.    | Herlev Eagles             | 21         | 15.015    | 715       | 041,09 %   | 558         | 137           | 23,7 %   |
| 10.    | Hvidovre Fighters         | 10         | 6.961     | 696       | 034,81 %   | −9.517      | 37            | 5,61 %   |
| Gesamt | Gesamt                    | 202        | 294.356   | 1.457     | 046,59 %   | −39.161     | 334           | 20,12 %  |

Stand: 24. Februar 2019
Quelle:  Metal Ligaen

#### Zuschauertabelle bereinigt
|        | Verein                    | Heimspiele | Zuschauer | pro Spiel | Auslastung | +/- 2017/18 | +/- pro Spiel | +/- in % |
| ------ | ------------------------- | ---------- | --------- | --------- | ---------- | ----------- | ------------- | -------- |
| 01.    | SønderjyskE Ishockey      | 20         | 58.871    | 2.944     | 058,87 %   | 239         | 599           | 25,54 %  |
| 02.    | Aalborg Pirates           | 20         | 56.156    | 2.808     | 056,16 %   | 3.842       | 715           | 34,16 %  |
| 03.    | Herning Blue Fox          | 20         | 32.716    | 1.636     | 062,36 %   | −5.485      | 108           | 7,07 %   |
| 04.    | Frederikshavn White Hawks | 20         | 26.906    | 1.345     | 033,63 %   | −6.601      | 5             | 0,37 %   |
| 05.    | Rødovre Mighty Bulls      | 20         | 24.855    | 1.243     | 034,52 %   | −4.177      | 69            | 5,94 %   |
| 06.    | Rungsted Seier Capital    | 20         | 24.167    | 1.208     | 049,12 %   | 3.555       | 384           | 46,6 %   |
| 07.    | Odense Bulldogs           | 20         | 19.808    | 990       | 030,2 %    | −11.190     | −250          | −20,16 % |
| 08.    | Esbjerg Energy            | 20         | 16.537    | 827       | 068,9 %    | −14.010     | −395          | −32,32 % |
| 09.    | Herlev Eagles             | 20         | 14.460    | 723       | 041,55 %   | 3           | 145           | 25,09 %  |
| Gesamt | Gesamt                    | 180        | 274.476   | 1.525     | 052,08 %   | −59.041     | 311           | 17,39 %  |

Stand: 24. Februar 2019
Quelle:  Metal Ligaen

## Schiedsrichter
| Nummer | Name                     | Nummer | Name             | Nummer | Name                         |
| ------ | ------------------------ | ------ | ---------------- | ------ | ---------------------------- |
| 6      | Thomas Buchardt Andersen | 21     | Daniel Bøjle     | 34     | Martin Theiltoft Christensen |
| 7      | Vernon Hofferd           | 22     | Rene Jørgensen   | 51     | Maria Füchseln               |
| 11     | Søren Reis               | 23     | Jonas Reimer     | 74     | Jacob Grumsen                |
| 12     | Rasmus Toppel            | 24     | Mike Hicks       | 96     | Casper Bering Nielsen        |
| 14     | Jens Chr. Gregersen      | 28     | Mads Frandsen    | 98     | Tom Darnell                  |
| 17     | Michael Nielsen          | 30     | Kenneth Larsen   |        |                              |
| 19     | Niclas Lundsgaard        | 31     | Tim Tzirtziganis |        |                              |

## Playoffs
In den Playoffs spielen die besten 8 Teams der Hauptrunde im Modus „Best of Seven“ (Ausnahme Play-in und Spiel um Platz 3) gegeneinander. Die 4 besten Teams der Hauptrunde wählen ihrer Platzierung folgend ihren Gegner für das Viertelfinale aus den Teams der Plätze 5, 6, 7 und dem Sieger des Play-in-Spiels.

Die Playoffs beginnen am 26. Februar 2019 mit dem Play-in-Spiel zwischen den Herlev Eagles und den Odense Bulldogs.

### Play-in
Die Play-in-Spiele werden im Modus „Best of Five“ ausgetragen, wobei die Herlev Eagles bereits zu Beginn der Serie mit 1:0 führen. Die Play-in-Spiele finden am 26. Februar und 1. März statt und wenn nötig am 3. und 5. März statt.
|               |   |                 | Serie | 1   | 2   | 3 | 4 | [HR]  |
| ------------- | - | --------------- | ----- | --- | --- | - | - | ----- |
| Herlev Eagles | – | Odense Bulldogs | 3:0   | 4:1 | 2:1 |   |   | [4:1] |

#### Herlev Eagles (8) – Odense Bulldogs (9)
| 26. Februar 2019 19:00 Uhr | Herlev Eagles Remy Giftopoulos (30:49) Brett Thompson (34:33) Luis Blak Olsen (36:10) Oliver Reuter (51:08) | 4:1 (0:0, 3:0, 1:1) Spielbericht Stand: 2:0 | Odense Bulldogs Yannick Vedel (41:07) | Herlev Skøjtehal, Herlev, Region Hovedstaden Zuschauer: 732 |

| 1. März 2019 19:30 Uhr | Odense Bulldogs Henry Hardarson (29:57) | 1:2 (0:0, 1:0, 0:2) Spielbericht Stand: 0:3 | Herlev Eagles William Quist (43.31) Luis Blak Olsen (53:15) | Odense Isstadion, Odense, Region Syddanmark Zuschauer: 2.113 |

### Playoff-Baum
|  | Viertelfinale | Viertelfinale             | Viertelfinale |  |  | Halbfinale | Halbfinale                | Halbfinale |  |  | Finale           | Finale                    | Finale           |
|  |               |                           |               |  |  |            |                           |            |  |  |                  |                           |                  |
|  | 1             | Rungsted Seier Capital    | 2             |  |  |            |                           |            |  |  |                  |                           |                  |
|  | 8             | Herlev Eagles             | 0             |  |  |            |                           |            |  |  |                  |                           |                  |
|  |               |                           |               |  |  | 1          | Rungsted Seier Capital    | 4          |  |  |                  |                           |                  |
|  |               |                           |               |  |  | 3          | Frederikshavn White Hawks | 2          |  |  |                  |                           |                  |
|  | 3             | Frederikshavn White Hawks | 4             |  |  |            |                           |            |  |  |                  |                           |                  |
|  | 5             | Esbjerg Energy            | 3             |  |  |            |                           |            |  |  |                  |                           |                  |
|  |               |                           |               |  |  |            |                           |            |  |  | 1                | Rungsted Seier Capital    | 4                |
|  |               |                           |               |  |  |            |                           |            |  |  | 2                | SønderjyskE Ishockey      | 0                |
|  | 2             | SønderjyskE Ishockey      | 4             |  |  |            |                           |            |  |  |                  |                           |                  |
|  | 7             | Rødovre Mighty Bulls      | 2             |  |  |            |                           |            |  |  |                  |                           |                  |
|  |               |                           |               |  |  | 2          | SønderjyskE Ishockey      | 4          |  |  |                  |                           |                  |
|  |               |                           |               |  |  | 4          | Aalborg Pirates           | 0          |  |  | Spiel um Platz 3 | Spiel um Platz 3          | Spiel um Platz 3 |
|  | 4             | Aalborg Pirates           | 4             |  |  |            |                           |            |  |  | 3                | Frederikshavn White Hawks | 9                |
|  | 6             | Herning Blue Fox          | 1             |  |  |            |                           |            |  |  | 4                | Aalborg Pirates           | 5                |

### Viertelfinale
Die Viertelfinalspiele finden am 8., 10., 12., 15. März und wenn nötig am 17., 19. und 22. März 2019 statt.
|                           |   |                      | Serie | 1         | 2         | 3         | 4         | 5   | 6   | 7   | [HR]  |
| ------------------------- | - | -------------------- | ----- | --------- | --------- | --------- | --------- | --- | --- | --- | ----- |
| Rungsted Seier Capital    | – | Herlev Eagles        | 4:0   | 5:2       | 5:3       | 6:5 n. V. | 8:4       |     |     |     | [4:1] |
| SønderjyskE Ishockey      | – | Rødovre Mighty Bulls | 4:2   | 0:1       | 1:4       | 5:2       | 2:1 n. V. | 6:2 | 1:0 |     | [4:1] |
| Frederikshavn White Hawks | – | Esbjerg Energy       | 3:3   | 2:3 n. V. | 0:3       | 4:0       | 4:3 n. V. | 2:4 | 6:3 | 4:1 | [5:0] |
| Aalborg Pirates           | – | Herning Blue Fox     | 4:1   | 3:6       | 2:1 n. V. | 2:0       | 2:1 n. V. | 4:2 |     |     | [2:3] |

#### Rungsted Seier Capital (1) – Herlev Eagles (9)
| 8. März 2018 19:30 Uhr | Rungsted Seier Capital Marcus Olsson (02:56) Tim Daly (27:49) Morten Jensen (35:55) Tim Daly (48:45) Nikolaj Murholt Rosenthal (50:51) | 5:2 (1:1, 2:0, 2:1) Spielbericht Stand: 1:0 | Herlev Eagles Luis Blak Olsen (18:55) Magnus Povlsen (56:20) | Bitcoin Arena, Rungsted, Region Hovedstaden Zuschauer: 2.061 |

| 10. März 2019 16:00 Uhr | Herlev Eagles Jesper Thörnberg (00:20) William Quist (06:24) Niklas Tikkinen (11:14) | 3:5 (3:0, 0:4, 0:1) Spielbericht Stand: 0:2 | Rungsted Seier Capital Tim Daly (22:24) Rasmus Thykjær Andersson (23:46) Rasmus Thykjær Andersson (24:28) Nikolaj Murholt Rosenthal (31:50) Nikolaj Murholt Rosenthal (41:16) | Herlev Skøjtehal, Herlev, Region Hovedstaden Zuschauer: 1.008 |

| 12. März 2018 20:30 Uhr | Rungsted Seier Capital Frederik Høeg (14:21) Charlie Sarault (19:54) Marcus Olsson (21:09) Morten Jensen (39:59) Nikolaj Murholt Rosenthal (52:27) Nikolaj Krag Christensen (63:16) | 6:5 n. V. (2:1, 2:2, 1:2: 1:0) Spielbericht Stand: 3:0 | Herlev Eagles Oliver Reuter (00:20) Jesper Thörnberg (06:24) Jesper Thörnberg (11:14) William Quist (06:24) Niklas Tikkinen (11:14) | Bitcoin Arena, Rungsted, Region Hovedstaden Zuschauer: 1.304 |

| 15. März 2019 20:00 Uhr | Herlev Eagles Jeff Terminesi (24:23) Fredrik L. Kaels (38:10) Brett Thompson (41:06) Max Vilstrup Olesen (57:22) | 4:8 (0:6, 2:2, 2:0) Spielbericht Stand: 0:4 | Rungsted Seier Capital Marcus Olsson (01:15) Tyler Fiddler (06:52) Nikolaj Murholt Rosenthal (08:25) Nikolaj Krag Christensen (11:07) Gustav Green (11:56) Marcus Olsson (18:43) Mattias Persson (31:38) Nikolaj Murholt Rosenthal (31:53) | Herlev Skøjtehal, Herlev, Region Hovedstaden Zuschauer: 1.255 |

#### SønderjyskE Ishockey (2) – Rødovre Mighty Bulls (8)
| 8. März 2019 19:30 Uhr | SønderjyskE Ishockey | 0:1 (0:1, 0:0, 0:0) Spielbericht Stand: 0:1 | Rødovre Mighty Bulls Nicklas Carlsen (13:19) | SE Arena, Vojens, Region Syddanmark Zuschauer: 4.239 |

| 10. März 2019 14:00 Uhr | Rødovre Mighty Bulls Riku Pitkänen (12:10) Nicklas Carlsen (46:09) Jannik Karvinen (51:57) Matthias Asperup (59:59) | 4:1 (1:1, 0:0, 3:0) Spielbericht Stand: 2:0 | SønderjyskE Ishockey TJ Moore (01:38) | Rødovre Skøjte Arena, Rødovre, Region Hovedstaden Zuschauer: 1.608 |

| 12. März 2018 19:00 Uhr | SønderjyskE Ishockey TJ Moore (13:26) TJ Moore (20:43) Phil Marinaccio (32:05) Martin Eskildsen (35:48) Daniel Madsen (45:33) | 5:2 (1:0, 3:1, 1:1) Spielbericht Stand: 1:2 | Rødovre Mighty Bulls Mads Eller (21:16) Steffen Klarskov Nielsen (41:40) | SE Arena, Vojens, Region Syddanmark Zuschauer: 3.996 |

| 15. März 2019 19:30 Uhr | Rødovre Mighty Bulls Julius Joakim Nyqvist (26:43) | 1:2 n. V. (0:0, 1:1, 0:0, 0:1) Spielbericht Stand: 2:2 | SønderjyskE Ishockey Anders Biel (36:18) Steffen Frank (61:32) | Rødovre Skøjte Arena, Rødovre Kommune, Region Hovedstaden Zuschauer: 2.679 |

| 17. März 2018 17:15 Uhr | SønderjyskE Ishockey Martin Eskildsen (02:14) Martin Eskildsen (14:00) Phil Marinaccio (16:51) Matt Prapavessis (35:08) Mads O. Lund (36:37) Phil Marinaccio (57:12) | 6:2 (3:0, 2:2, 1:0) Spielbericht Stand: 3:2 | Rødovre Mighty Bulls Matthias Asperup (20:38) Jonas Sass (24:40) | SE Arena, Vojens, Region Syddanmark Zuschauer: 4.239 |

| 19. März 2019 19:00 Uhr | Rødovre Mighty Bulls | 0:1 (0:1, 0:0, 0:0) Spielbericht Stand: 2:4 | SønderjyskE Ishockey Steffen Frank (08:05) | Rødovre Skøjte Arena, Rødovre Kommune, Region Hovedstaden Zuschauer: 1.692 |

#### Frederikshavn White Hawks (3) – Esbjerg Energy (5)
| 8. März 2019 19:30 Uhr | Frederikshavn White Hawks Alexander Bumagin (22:27) Cameron Spiro (56:00) | 2:3 n. V. (0:0, 1:0, 1:2, 0:1) Spielbericht Stand: 0:1 | Esbjerg Energy Niklas Andersen (52:12) Marc Hagel (57:59) Christian Wejse (66:18) | Nordjyske Bank Arena, Frederikshavn, Region Nordjylland Zuschauer: 2.004 |

| 10. März 2019 19:00 Uhr | Esbjerg Energy Max French (43:11) Jesse James Mychan (48:54) Max French (57:58) | 3:0 (0:0, 0:0, 3:0) Spielbericht Stand: 2:0 | Frederikshavn White Hawks | Granly Hockey Arena, Esbjerg, Region Syddanmark Zuschauer: 4.148 |

| 12. März 2019 19:00 Uhr | Frederikshavn White Hawks Evan Jasper (08:19) Alexander Bumagin (23:00) Alexander Bumagin (32:10) Cameron Spiro (37:37) | 4:0 (1:0, 3:0, 0:0) Spielbericht Stand: 1:2 | Esbjerg Energy | Nordjyske Bank Arena, Frederikshavn, Region Nordjylland Zuschauer: 1.529 |

| 15. März 2019 19:30 Uhr | Esbjerg Energy Felix Scheel (33:28) Andreas Grundtvig (49:40) Marc Hagel (57:48) | 3:4 n. V. (0:0, 1:2, 2:1, 0:1) Spielbericht Stand: 2:2 | Frederikshavn White Hawks Mads Larsen (24:57) Cameron Spiro (28:56) Alexander Bumagin (40:40) Alexander Bumagin (75:32) | Granly Hockey Arena, Esbjerg, Region Syddanmark Zuschauer: 4.148 |

| 17. März 2019 17:00 Uhr | Frederikshavn White Hawks Christopher Frederiksen (26:22) Christian Mieritz (41:26) | 2:4 (0:1, 1:0, 1:3) Spielbericht Stand: 2:3 | Esbjerg Energy Anders Krogsgaard (17:59) Anders Krogsgaard (51:07) Felix Scheel (56:22) Jannik Christensen (58:51) | Nordjyske Bank Arena, Frederikshavn, Region Nordjylland Zuschauer: 1.822 |

| 19. März 2019 19:00 Uhr | Esbjerg Energy Max French (06:02) Mark Delargo (32:04) Mark Delargo (54:19) | 3:6 (1:4, 1:0, 1:2) Spielbericht Stand: 3:3 | Frederikshavn White Hawks Dale Mitchell (08:31) William Boysen (15:03) Dale Mitchell (16:02) David Friedmann (17:19) Dale Mitchell (41:46) Cameron Spiro (59:51) | Granly Hockey Arena, Esbjerg, Region Syddanmark Zuschauer: 3.260 |

| 22. März 2019 19:30 Uhr | Frederikshavn White Hawks Christopher Frederiksen (09:22) Kristian Jensen (15:09) Cameron Spiro (18:37) Evan Jasper (59:12) | 4:1 (3:0, 0:0, 1:1) Spielbericht Stand: 4:3 | Esbjerg Energy Mark Delargo (50:21) | Nordjyske Bank Arena, Frederikshavn, Region Nordjylland Zuschauer: 2.510 |

#### Aalborg Pirates (4) – Herning Blue Fox (6)
| 8. März 2019 20:00 Uhr | Aalborg Pirates Spencer Humphries (29:56) Thomas Spelling (44:45) Spencer Humphries (49:52) | 3:6 (0:2, 1:1, 2:3) Spielbericht Stand: 0:1 | Herning Blue Fox Zachary Aurelio Torquato (08:08) Morten Poulsen (08:48) Jan Dalecky (24:59) Anders Poulsen (47:34) Morten Poulsen (59:22) Michael Robert Aviani (59:49) | Bentax Isarena, Aalborg, Region Nordjylland Zuschauer: 3.227 |

| 10. März 2019 15:00 Uhr | Herning Blue Fox Thomas Vilstrup Andersen (50:15) | 1:2 n. V. (0:0, 0:0, 1:1, 0:1) Spielbericht Stand: 1:1 | Aalborg Pirates Mikkel Højbjerg (59:41) Sebastian Brinkman Andersen (68:21) | KVIK Hockey Arena, Herning, Region Midtjylland Zuschauer: 2.893 |

| 12. März 2019 19:30 Uhr | Aalborg Pirates Thomas Spelling (08:16) Thomas Spelling (33:24) | 2:0 (1:0, 1:0, 0:0) Spielbericht Stand: 2:1 | Herning Blue Fox | Bentax Isarena, Aalborg, Region Nordjylland Zuschauer: 2.909 |

| 15. März 2019 19:30 Uhr | Herning Blue Fox Joonas Riekkinen (36:42) | 1:2 n. V. (0:0, 1:0, 0:1, 0:0, 0:1) Spielbericht Stand: 1:3 | Aalborg Pirates Cam Braes (59:56) Spencer Humphries (90:01) | KVIK Hockey Arena, Herning, Region Midtjylland Zuschauer: 2.292 |

| 17. März 2019 15:00 Uhr | Aalborg Pirates Julian Jakobsen (13:38) Martin Højbjerg (23:59) Julian Jakobsen (39:18) Thomas Spelling (59:54) | 4:2 (1:0, 2:1, 1:1) Spielbericht Stand: 3:1 | Herning Blue Fox Thomas Vilstrup Andersen (34:01) Morten Poulsen (56:57) | Bentax Isarena, Aalborg, Region Nordjylland Zuschauer: 3.078 |

### Halbfinale
Die Halbfinalspiele finden am 26. März, 29. März, 31. März, 2. April und wenn nötig am 5., 7. und 9. April 2019 statt.
|                        |   |                           | Serie | 1   | 2   | 3         | 4   | 5   | 6   | 7 | [HR]  |
| ---------------------- | - | ------------------------- | ----- | --- | --- | --------- | --- | --- | --- | - | ----- |
| Rungsted Seier Capital | – | Frederikshavn White Hawks | 4:2   | 3:0 | 2:3 | 4:3       | 3:5 | 6:0 | 3:2 |   | [4:1] |
| SønderjyskE Ishockey   | – | Aalborg Pirates           | 4:0   | 4:1 | 5:1 | 2:1 n. V. | 3:2 |     |     |   | [4:1] |

#### Rungsted Seier Capital (1) – Frederikshavn White Hawks (3)
| 26. März 2019 19:00 Uhr | Rungsted Seier Capital Marcus Olsson (21:15) Nikolaj Murholt Rosenthal (39:08) Robin Bergman (57:54) | 3:0 (0:0, 2:0, 1:0) Spielbericht Stand: 1:0 | Frederikshavn White Hawks | Bitcoin Arena, Rungsted, Region Hovedstaden Zuschauer: 2.019 |

| 29. März 2019 19:30 Uhr | Frederikshavn White Hawks Christopher Frederiksen (20:40) Radim Piroutek (25:54) Dale Mitchell (45:58) | 3:2 (0:0, 2:1, 1:1) Spielbericht Stand: 1:1 | Rungsted Seier Capital Robin Bergman (39:52) Nikolaj Murholt Rosenthal (51:35) | Nordjyske Bank Arena, Frederikshavn, Region Nordjylland Zuschauer: 1.863 |

| 31. März 2019 17:30 Uhr | Rungsted Seier Capital Nikolaj Murholt Rosenthal (16:00) Hurri Joonas (16:58) Charlie Sarault (31:33) Nikolaj Murholt Rosenthal (59:59) | 4:3 (2:1, 1:0, 1:2) Spielbericht Stand: 2:1 | Frederikshavn White Hawks Mathias H. Mølgaard (17:44) Alexander Bumagin (50:40) Christopher Frederiksen (51:25) | Bitcoin Arena, Rungsted Kommune, Region Hovedstaden Zuschauer: 1.864 |

| 2. April 2019 19:00 Uhr | Frederikshavn White Hawks William Boysen (15:45) Jasper Evan (32:45) Jasper Evan (37:55) Simon Grønvaldt (55:26) Dale Mitchell (57:54) | 5:3 (1:1, 2:2, 2:0) Spielbericht Stand: 2:2 | Rungsted Seier Capital Rasmus Thykjær Andersson (04:43) Tyler Fiddler (26:27) Tim Daly (32:09) | Nordjyske Bank Arena, Frederikshavn, Region Nordjylland Zuschauer: 1.723 |

| 5. April 2019 19:30 Uhr | Rungsted Seier Capital Marcus Olsson (01:23) Nikolaj Murholt Rosenthal (25:32) Marcus Olsson (37:40) Nikolaj Murholt Rosenthal (45:25) Charlie Sarault (55:29) Bertram Jelert Kristensen (59:58) | 6:0 (1:0, 2:0, 3:0) Spielbericht Stand: 3:2 | Frederikshavn White Hawks | Bitcoin Arena, Rungsted Kommune, Region Hovedstaden Zuschauer: 2.352 |

| 7. April 2019 17:30 Uhr | Frederikshavn White Hawks Alexander Bumagin (31:44) Mads Larsen (38:59) | 2:3 (0:2, 2:0, 0:1) Spielbericht Stand: 2:4 | Rungsted Seier Capital Robin Bergman (04:17) Charlie Sarault (19:04) Rasmus Thykjær Andersson (44:27) | Nordjyske Bank Arena, Frederikshavn, Region Nordjylland Zuschauer: 1.636 |

#### SønderjyskE Ishockey (2) – Aalborg Pirates (4)
| 26. März 2019 20:30 Uhr | SønderjyskE Ishockey Rod Pelley (00:12) Gabriel Desjardins (29:56) Steffen Frank (45:27) Frederik Bjerrum (46:44) | 4:1 (1:0, 1:0, 2:1) Spielbericht Stand: 1:0 | Aalborg Pirates Spencer Humphries (50:30) | SE Arena, Vojens, Region Syddanmark Zuschauer: 3.717 |

| 29. März 2019 19:30 Uhr | Aalborg Pirates Spencer Humphries (36:44) | 1:5 (0:1, 1:2, 0:2) Spielbericht Stand: 0:2 | SønderjyskE Ishockey Phil Marinaccio (06:09) Rasmus Nielsen (34:56) TJ Moore (39:23) Gabriel Desjardins (52:19) TJ Moore (57:55) | Bentax Isarena, Aalborg, Region Nordjylland Zuschauer: 4.003 |

| 31. März 2019 14:30 Uhr | SønderjyskE Ishockey Rod Pelley (32:19) Mads Lund (61:44) | 2:1 n. V. (0:0, 1:0, 0:1, 1:0) Spielbericht Stand: 3:0 | Aalborg Pirates Thomas Spelling (42:53) | SE Arena, Vojens, Region Syddanmark Zuschauer: 4.437 |

| 2. April 2019 20:30 Uhr | Aalborg Pirates Julian Jakobsen (55:02) Mike McNamee (55:31) | 2:3 (0:1, 0:1, 2:1) Spielbericht Stand: 0:4 | SønderjyskE Ishockey Matt Prapavessis (03:04) Martin Eskildsen (33:13) Martin Eskildsen (54:45) | Bentax Isarena, Aalborg, Region Nordjylland Zuschauer: 2.268 |

### Spiele um Platz 3
Die Spiele um Platz 3 wird in zwei Spielen mit Hin- und Rückspiel am 12. und 13. April 2019 ausgetragen.
|                           |   |                 | Gesamt | 1   | 2   | [HR]  |
| ------------------------- | - | --------------- | ------ | --- | --- | ----- |
| Frederikshavn White Hawks | – | Aalborg Pirates | 9:5    | 3:1 | 6:4 | [2:3] |

#### Frederikshavn White Hawks (3) – Aalborg Pirates (4)
| 12. April 2019 19:30 Uhr | Aalborg Pirates Jeppe Jul Korsgaard (29:31) | 1:3 (0:1, 1:2, 0:0) Spielbericht Stand: 1:3 | Frederikshavn White Hawks Cameron Spiro (03:52) Cameron Spiro (31:17) Dale Mitchell (37:52) | Bentax Isarena, Aalborg, Region Nordjylland Zuschauer: 2.749 |

| 13. April 2019 17:00 Uhr | Frederikshavn White Hawks Mads Larsen (18:21) Ian Brady (31:17) Dale Mitchell (19:47) Gorm Nyberg Topholt (30:03) Christopher Frederiksen (40:36) Cameron Spiro (57:28) | 6:4 (2:1, 2:2, 2:1) Spielbericht Stand: 9:5 | Aalborg Pirates Mikkel Højbjerg (10:35) Aaron Harstad (23:35) Thomas Spelling (39:20) Tobias Maximilian Ladehoff (56:27) | Nordjyske Bank Arena, Frederikshavn, Region Nordjylland Zuschauer: 1.250 |

### Finale
Die Finalspiele finden am 12., 14., 16., 19. April und wenn nötig am 21., 23. und 26. April 2019 statt.
Rungsted Seier Capital (1) – SønderjyskE Ishockey (2)
| 12. April 2019 19:30 Uhr | Rungsted Seier Capital Nikolaj Murholt Rosenthal (18:59) Nikolaj Murholt Rosenthal (37:02) Robin Bergman (42:55) Tim Daly (91:03) | 4:3 n. V. (1:1, 1:2, 1:0, 0:0, 1:0) Spielbericht Stand: 1:0 | SønderjyskE Ishockey Frederik Bjerrum (09:12) Jordan Pietrus (26:15) Jordan Pietrus (32:07) | Bitcoin Arena, Rungsted, Region Hovedstaden Zuschauer: 2.380 |

| 14. April 2019 14:00 Uhr | SønderjyskE Ishockey Gabriel Desjardins (43:36) TJ Moore (59:57) | 2:3 (0:0, 0:2, 1:2) Spielbericht Stand: 0:2 | Rungsted Seier Capital Nikolaj Murholt Rosenthal (25:25) Nikolaj Krag Christensen (29:13) Rasmus Thykjær Andersson (50:07) | SE Arena, Vojens, Region Syddanmark Zuschauer: 4.812 |

| 16. April 2019 20:30 Uhr | Rungsted Seier Capital Mattias Persson (25:09) Tyler Fiddler (59:21) | 2:0 (0:0, 1:0, 1:0) Spielbericht Stand: 3:0 | SønderjyskE Ishockey | Bitcoin Arena, Rungsted, Region Hovedstaden Zuschauer: 2.380 |

| 19. April 2019 19:30 Uhr | SønderjyskE Ishockey | 0:1 (0:0, 0:0, 0:1) Spielbericht Stand: 0:4 | Rungsted Seier Capital Robin Bergman (53:14) | SE Arena, Vojens, Region Syddanmark Zuschauer: 5.000 |

### Beste Scorer
| Nat.               | Spieler                   | Team                      | Sp | T  | V  | Pkt | +/− | SM |
| ------------------ | ------------------------- | ------------------------- | -- | -- | -- | --- | --- | -- |
| Danemark           | Nikolaj Murholt Rosenthal | Rungsted Seier Capital    | 14 | 14 | 5  | 19  | +14 | 8  |
| Kanada             | Dale Mitchell             | Frederikshavn White Hawks | 15 | 7  | 12 | 19  | +0  | 4  |
| Kanada             | Charlie Sarault           | Rungsted Seier Capital    | 14 | 4  | 15 | 19  | +14 | 10 |
| Vereinigte Staaten | Cameron Spiro             | Frederikshavn White Hawks | 15 | 8  | 7  | 15  | -1  | 0  |
| Kanada             | Tyler Fiddler             | Rungsted Seier Capital    | 14 | 3  | 11 | 14  | +13 | 28 |
| Russland           | Alexander Bumagin         | Frederikshavn White Hawks | 15 | 7  | 6  | 13  | -1  | 4  |
| Danemark           | Julian Jakobsen           | Aalborg Pirates           | 11 | 3  | 10 | 13  | +3  | 12 |
| Danemark           | Thomas Spelling           | Aalborg Pirates           | 11 | 6  | 6  | 12  | +3  | 2  |
| Danemark           | Rasmus Thykjær Andersson  | Rungsted Seier Capital    | 14 | 5  | 7  | 12  | +0  | 16 |
| Schweden           | Mattias Persson           | Rungsted Seier Capital    | 14 | 1  | 11 | 12  | +6  | 0  |

 Abkürzungen:  Sp = Spiele, T = Tore, V = Assists, Pkt = Punkte, +/− = Plus/Minus, SM = Strafminuten; Fett:  Bestwert

Stand: 23. April 2019; Quelle:  Metal Ligaen

### Zuschauertabelle
|        | Verein                    | Heimspiele | Zuschauer | Schnitt | Auslastung |
| ------ | ------------------------- | ---------- | --------- | ------- | ---------- |
| 01.    | SønderjyskE Ishockey      | 7          | 30.570    | 4.367   | 087,34 %   |
| 02.    | Aalborg Pirates           | 6          | 18.234    | 3.039   | 060,78 %   |
| 03.    | Rungsted Seier Capital    | 7          | 14.360    | 2.051   | 083,39 %   |
| 04.    | Frederikshavn White Hawks | 8          | 14.337    | 1.792   | 044,8 %    |
| 05.    | Esbjerg Energy            | 3          | 11.556    | 3.852   | 091,71 %   |
| 06.    | Rødovre Mighty Bulls      | 3          | 5.997     | 1.999   | 055,53 %   |
| 07.    | Herning Blue Fox          | 2          | 5.185     | 2.593   | 086,42 %   |
| 08.    | Herlev Eagles             | 3          | 2.995     | 998     | 057,38 %   |
| 09.    | Odense Bulldogs           | 1          | 2.113     | 2.113   | 064,42 %   |
| Gesamt | Gesamt                    | 40         | 105.347   | 2.634   | 073,43 %   |

Stand: 23. April 2019; Quelle:  Metal Ligaen

## Auszeichnungen

### All-Star-Team
Das All-Star-Team wurde durch eine Jury, bestehend aus Eishockey-Journalisten, gewählt.
| Position    | Nat.     | Spieler           | Verein                 |
| ----------- | -------- | ----------------- | ---------------------- |
| Torhüter    | Danemark | Patrick Galbraith | SønderjyskE Ishockey   |
| Verteidiger | Kanada   | Tim Daly          | Rungsted Seier Capital |
| Verteidiger | Kanada   | Matt Prapavessis  | SønderjyskE Ishockey   |
| Angreifer   | Danemark | Nikolaj Rosenthal | Rungsted Seier Capital |
| Angreifer   | Schweden | Jesper Thörnberg  | Herlev Eagles          |
| Angreifer   | Kanada   | Charlie Sarault   | Rungsted Seier Capital |